# Dendrelaphis gastrostictus
Dendrelaphis gastrostictus là một loài rắn trong họ Rắn nước. Loài này được Boulenger mô tả khoa học đầu tiên năm 1894.